# ナイジェリア・ピジン
ナイジェリア・ピジン（英: Nigerian Pidgin）は英語をベースとしたピジン言語、クレオール言語である。ナイジェリア国内でリングワ・フランカとして使用されている。ナイジェリア英語の英語使用とは異なる。

## 言語名別称
- ナイジェリア・ピジン語
- Anglo-Nigerian Pidgin
- Broken English
- Brokin
- Brokun
- Nigerian Creole English
- Nigerian Pidgin English

## 方言名
- Lagos Pidgin (pcm-lag)
- Benin Pidgin (pcm-ben)
- Cross River Pidgin (pcm-cro)
- Delta Pidgin (pcm-sel)